# Сатири
Сатири (грч. Σάτυροι) (лат. Satyri) су шумски демони, полуљуди и полуживотиње који насељавају шуме и прате бога Пана или бога Диониса.
Сатири су приказивани на различите начине, али је њихов уобичајен и најчешћи приказ био као створења која су пола јарац, а пола човек. Сатири, за разлику од осталих богова, нису бесмртни.

## Митологија
Сатири су приказивани са издуженим ушима, малим јарећим роговима и репом, а понекад и са копитима. Када су се повезивали са Паном и Фауном били су у обличју козе, а имали су дуг реп било козји или коњски. Старији сатири су били познати као силенои, а млађи као сатирисци.
Одрасли су сатири приказивани с јарећим роговима, а млађи с мањим коштаним квргама или рожићима на глави. Коса им је често била коврчава, уши шиљате, носови равни, а браде велике, а због своје велике љубави према вину често са виновом лозом или бршљаном који им је, као венац био око главе, или са врчем вина у руци. Због свог великог сексуалног апетита често су приказивани и са ерекцијом или у разноврсним ласцивним положајима. Често су носили и штап украшен листовима винове лозе и бршљаном. Били су велики хедонисти.
Када нису напасали стоку или прогонили нимфе, сатири су се забављали игром, плесом и музиком. Омиљени инструменти су им били фрула, аулос, цимбало и гајде, а њихов посебан плес се звао „сикинис“.
У каснијим приказима сатира може се приметити да су они полако добијали све више људски лик и обличје, а на њихов првобитан изглед подсећали су само мали рошчићи и козје уши.

## О сатирима
У грчкој уметности, сатири су на, на самом почетку били приказивани као стара и ружна створења, што је нарочито било карактеристично за атичке уметничке школе, али временом су их почели приказивати као млађе, насмејане и лепушкасте.
Позната је скулптура који приказује сатира који се благо наслања на стабло са фрулом у руци.
По Хесиоду, сатири су безначајна браћа планинских нимфа.
У Дионисову култу мушки следбеници називани су сатирима, а следбенице менадама.
У римској митологији, они су били познати као Панеси - духови који су повезани са богом Паном, а мешани су и са Фауном.
На свечаностима у част Диониса, било је уобичајено да се после трилогије трагедија изведе и једна сатирска драма, да би крај свечаности био нешто веселијег духа. Есхил је био познат по сатирским драмама, али ниједна од њих није сачувана.
Од Софокла је остала само једна сатирска драма, и то сачувана у фрагментима - Трагачи или Следници 1907. у Египту. Еурипидова драма Киклоп из 5. века пре нове ере, је једина сачувана сатирска драма.
Римска сатира је била поетски есеј у којем се могло на један другачији начин много штошта критиковати и изругивати.